# Hale Irwin
Hale Irwin, né le 3 juin 1945 à Joplin, Missouri, est un golfeur américain. Il a remporté trois titres du grand chelem, trois Open américain.